# Ca n'Hortolà
Ca n'Hortolà és un edifici del municipi de Sant Quirze Safaja (Moianès) inclosa en l'Inventari del Patrimoni Arquitectònic de Catalunya.

## Descripció
Es tracta d'un antic mas de tres pisos, d'aspecte fortificat i de planta allargada i irregular, adaptant-se al terreny.
La porta principal és amb arc de descàrrega i al damunt hi ha una finestra allindanada.
Hi ha un porxo al pis, amb un pilar central que sosté les dues jàsseres de fusta, amb la coberta a una vessant.
Algunes de les parts estan en ruïna, altres habilitades per als corrals d'ovelles i altres són les dependències dels masovers.
En un dels murs hi ha una finestra amb arc conopial, medalló esculpit al centre i rosetes en relleu, que data l'edifici dels segles XVI o XVII.

## Història
L'antic mas Hortolà fou renovat a principis del segle xix i convertit en Can Barnils, tot i així s'observa clarament el que era aquest antic mas.
Datació feta per l'estil.